# American Folk Art Museum
L'American Folk Art Museum è un museo d'arte situato nell'Upper West Side di Manhattan. È l'istituzione principale dedicata alla valorizzazione estetica dell'arte popolare e delle espressioni creative di artisti contemporanei autodidatti provenienti dagli Stati Uniti e dall'estero.
La sua collezione custodisce oltre 7.000 oggetti dal XVIII secolo ad oggi fra cui vasellame, trapunte e giocattoli. Questi lavori coprono sia le arti popolari tradizionali che il lavoro di artisti contemporanei autodidatti e la cosiddetta Art brut europea. Nelle sue mostre in corso, programmazione educativa e divulgazione, il museo mette in mostra le espressioni creative di individui i cui talenti si sviluppano senza una formazione artistica formale.